# Amaya (Guridi)
Amaya és una òpera en tres actes i un epíleg amb música del compositor basc Jesús Guridi i llibret de José María Arroita Jáuregui, un text basat en la novel·la Amaya o los vascos en el siglo VIII, de Francisco Navarro Villoslada. Es va estrenar el 22 de maig de 1920 al teatre Coliseo Albia de Bilbao.

## Context
Després de l'estrena de Bilbao l'òpera va ser estrenada al Teatro Real de Madrid (1922), al Teatro Colón de Buenos Aires (1930), al Gran Teatre del Liceu de Barcelona (1934) i a Praga (1941). L'any 1952 el mateix compositor va fer una versió com a música de pel·lícula, dirigida per Lluís Marquina.

## Personatges
| Paper                                         | Tessitura    | Intèrpret Estrena 22 de maig de 1920 (dir: Joan Lamote de Grigon) |
| --------------------------------------------- | ------------ | ----------------------------------------------------------------- |
| Amaya, princesa basca                         | soprano      | Ofelia Nieto                                                      |
| Amagoya, sacerdotesa pagana, tia d'Amaya      | mezzosoprano | Aga Lahowska                                                      |
| Asier, promés d'Amaya, fill adoptiu d'Amagoya | baix         |                                                                   |
| Teodosio, noble cristià, amant d'Amaya        | tenor        | Isidoro de Fagoaga                                                |
| Miguel, noble navarrès, pare de Teodosio      | baríton      | Gabriel Olaizola                                                  |
| Olalla, germana de Teodosio                   | mezzosoprano | Carmen Neiva                                                      |
| Plácida, mare de Teodosio                     | mezzosoprano | Carmen Neiva                                                      |

## Enregistrament
Hi ha un enregistrament dirigit per Theo Alcántara, amb els intèrprets següents: Rebecca Copley (Amaya), Marianne Cornetti (Amagoia), Itxaro Mentxaka (Plácida/Olalla), César Hernández (Teodosio), Rosendo Flores (Asier), Carlos Conde (Miguel), Carlos Conde (missatger), Ángel Pazos (Uchín), Ángel Pazos (primer pastor), Carlos Conde (segon pastor), Ángel Pazos (criat), Gorka Robles (un ancià), Ángel Pazos (una veu). Orquestra Simfònica de Bilbao i Societat Coral de Bilbao. Gravat en directe. Marco Polo, 1998.